# سید احمد زرگرباشی
سیداحمد زرگرباشی از بزازان تهرانی بود، که در دوره نخست به عنوان نماینده تهران در مجلس شورای ملی حضور داشت.